# Eauze
Eauze är en kommun i departementet Gers i regionen Occitanien i sydvästra Frankrike. Kommunen ligger i kantonen Eauze som tillhör arrondissementet Condom. År 2022 hade Eauze 4 060 invånare.

## Befolkningsutveckling
Antalet invånare i kommunen Eauze
Referens:INSEE